# ديفيد ديفيز (رسام)
ديفيد ديفيز (بالإنجليزية: David Davies)‏ هو رسام أسترالي، ولد في 21 مايو 1864 في بالارات في أستراليا، وتوفي في 26 مارس 1939 في Looe ‏ في المملكة المتحدة.